# Automolis kumasina
Automolis kumasina là một loài bướm đêm thuộc phân họ Arctiinae, họ Erebidae.